# سرنگتی نباید بمیرد
سرنگتی نباید بمیرد (آلمانی: Serengeti darf nicht sterben) فیلمی مستند و به کارگردانی برنارد گریمک است که در سال ۱۹۵۹ منتشر شد.